# Hippobosca
Hippobosca là một chi của họ Hippoboscidae. Chi này có 7 loài.

## Phân bố
Chủ yếu ở Châu Âu và một phần Châu Á và Châu Phi.

## Các loài
- Genus Hippobosca Linnaeus, 1758

- Nhóm loài 'a'

- H. equina Linnaeus, 1758
- H. fulva Austen, 1912
- H. longipennis Fabricius, 1805

- Nhóm loài 'b'

- H. camelina Leach, 1817

- Nhóm loài 'c'

- H. hirsuta Austen, 1911
- H. rufipes von Olfers, 1816
- H. variegata Megerle, 1803